# Замок Ньюарк (Инверклайд)
Замок Ньюарк (англ. Newark Castle) — шотландский замок, расположенный в городе Порт-Глазго, графство Инверклайд, Шотландия. Он представляет собой сохранившийся образец архитектуры шотландской баронской эпохи. Его история связана с кланом Максвелл и развитием региона в Средние века и Новое время.

## История

#### Основание и ранний период
Замок Ньюарк был построен в конце XV века Джорджем Максвеллом, представителем влиятельного клана Максвелл. Он был спроектирован как укрепленный дом на месте более ранней постройки XIII века. Основной целью замка было продемонстрировать богатство и власть семьи, а также защитить их земли от нападений. 

#### Архитектурные особенности
Замок сочетает в себе элементы оборонительной архитектуры и резиденции. В XVI веке он был значительно расширен Робертом Максвеллом, который добавил восточное крыло в стиле ренессанс, включая декоративные каменные украшения и просторные комнаты. 
Ключевыми особенностями замка являются:
- Ворота с гербом клана Максвелл.
- Узкие лестницы и бойницы, характерные для оборонительных сооружений.
- Парадный зал, используемый для приемов и торжеств. [2][5]

#### Роль в морской торговле
К XVII веку, с развитием Порт-Глазго как морского порта, замок оказался в центре торговли. Семья Максвеллов использовала его для управления портовыми операциями. Однако в XVIII веке замок утратил свою стратегическую важность и был постепенно заброшен. 

#### Современное состояние
В XX веке замок Ньюарк был передан под защиту государства. Сегодня он находится под управлением организации Historic Environment Scotland и открыт для посетителей. Замок хорошо сохранился и позволяет увидеть интерьеры, включая оригинальные деревянные панели и каменные украшения. 

## Туризм и посещение
Замок Ньюарк является популярной туристической достопримечательностью Инверклайда. Он расположен на берегу реки Клайд, откуда открывается вид на окружающие пейзажи. Для туристов доступны экскурсии, рассказывающие о жизни шотландских баронов, истории замка и его связи с местной культурой. 